# Повстання Ракоці

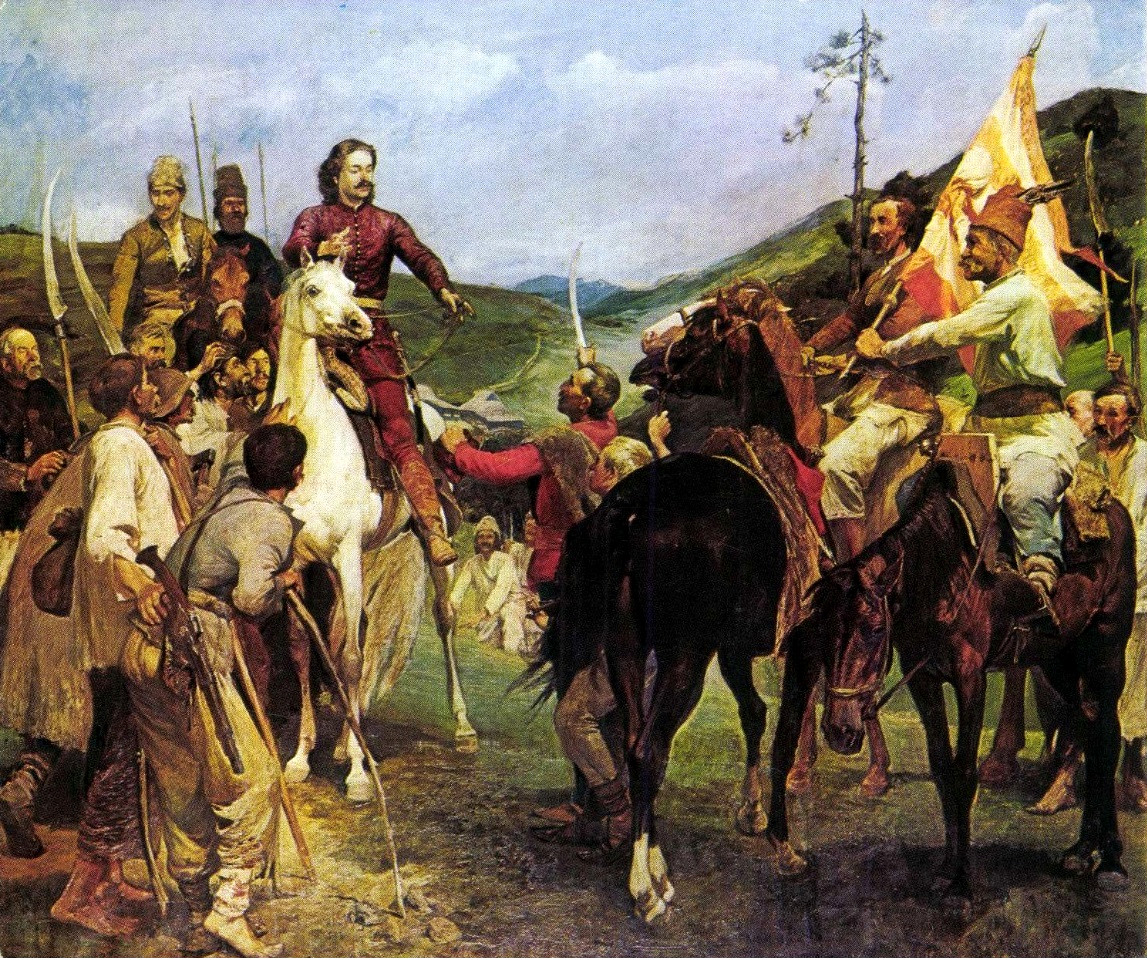
Зустріч Ференца II Ракоці із Тамашем Есе

Націона́льно-ви́звольна війна́ уго́рського наро́ду (1703—1711) — війна угорців, словаків,та ін. народів Угорщини на чолі із трансильванським князем Ференцем II Ракоці проти панування Габсбургів.

## Невдалий початок: Довжанська битва (1703)

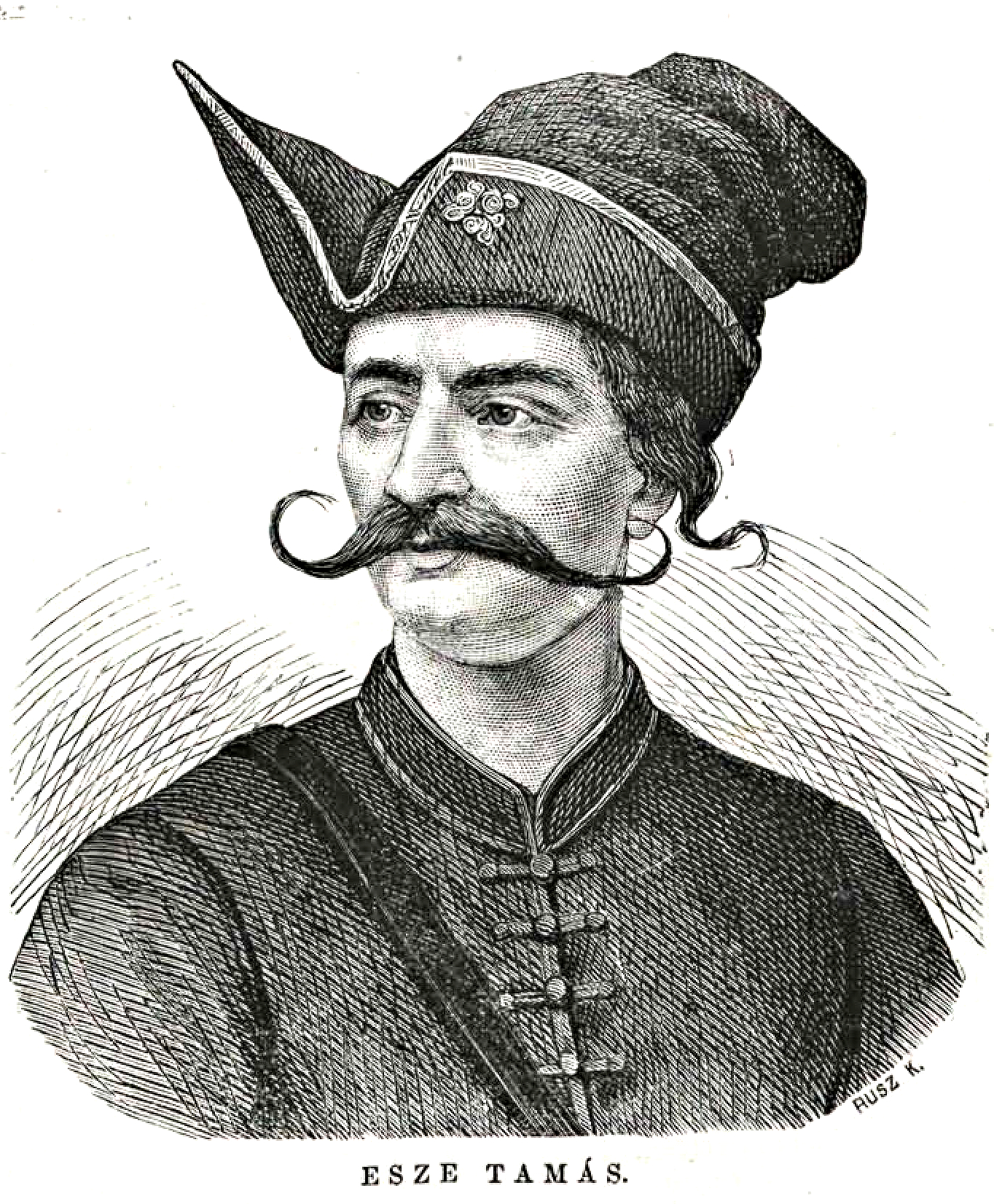
Тамаш Есе

Визвольна війна розпочалася в травні 1703 року антифеодеодальним повстанням селян північно-східних комітатів Угорського королівства (територія нинішньої Закарпатської області України та прикордонних регіонів Угорщини і Словаччини), яке очолив уродженець Березького комітату (нині це переважно територія Берегівського району Закарпатської області) Тамаш Есе — закарпатський селянин, котрий став дрібним підприємцем, що торгував сіллю.

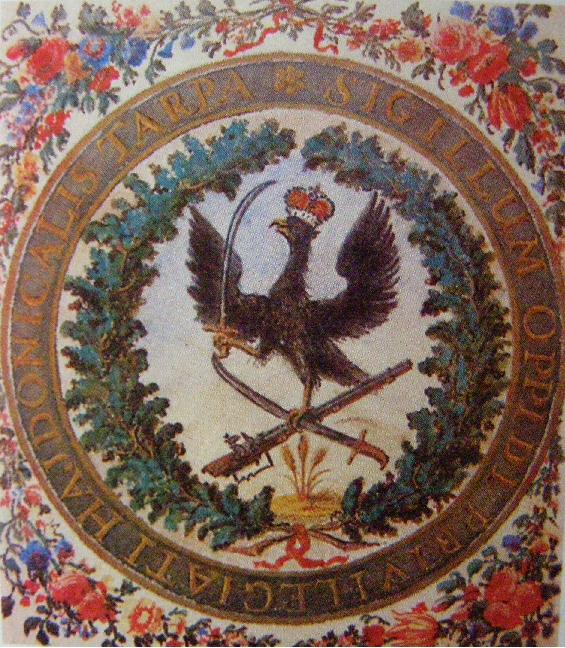
Прапор військових частин повстанців

Заручившися згодою очолити майбутнє повстання відомого своєю антигабсбурзькою боротьбою і патріотизмом трансильванського князя Ференца II Ракоці, який після втечі з віденської в'язниці був заочно засуджений австрійським урядом до страти й переховувався в маєтку гетьмана польного коронного Адама Сенявського в селі Бережани на Тернопільщині, а також отримавши від князя родинний прапор Ракоці з девізом «З Богом за Вітчизну і волю» (лат. «Cum deo pro patria et libertate!») та звернення до «всіх шляхетних і безродних угорців» з вимогою визволення Угорщини від «протиправного і нестерпного гніту» австрійської вояччини і чиновників, які безперешкодно володарювали в країні, позбавленій майже всіх атрибутів самостійності (т. зв. Бережанський маніфест, який став одним із найважливіших документів національно-визвольної війни), повстанці (куруци), не дочекавшися сигналу на виступ від свого керівника, розпочали активні дії.
Перша сутичка погано озброєних селян із дворянським ополченням відбулася 7 червня 1703 року поблизу села Довге (див. Довжанська битва куруців 1703) й закінчилася невдало для повстанців. Не зважаючи на це, після деяких вагань князь Ференц II Ракоці вирішив особисто очолити повстання: 14 червня 1703 року на гірському карпатському перевалі відбулася його зустріч з потріпаним селянським військом (близько 500 осіб). Тамаш Есе, і разом із ним князь вирушив до свого родинного замку Мукачеве. Довідавшись про це, австрійське командування направило проти повстанців порівняно невеликі, але добре озброєні загони, які примусили куруців залишити Мукачеве.

## Перші успіхи та склад армії повстанців

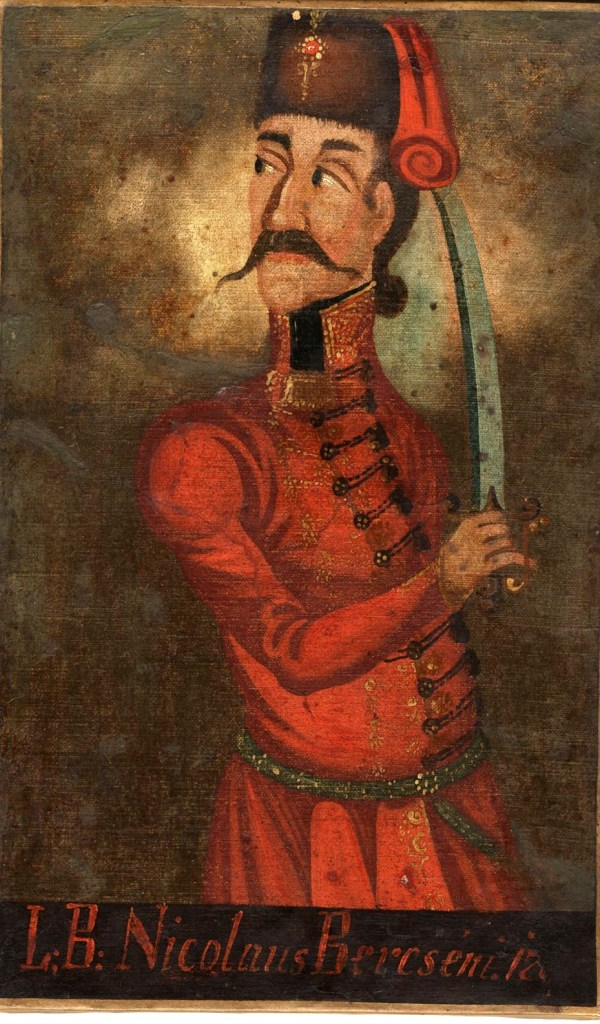
Граф Міклош Берчені

Тим часом на допомогу повстанцям надійшли 800 найманців із Польщі на чолі із соратником князя Ференца II Ракоці графом Міклошем Берчені (угор. Bercsényi Miklós; колишнім володарем Ужгородського замку), серед яких, за свідченням московського посла у Відні князя Петра Голіцина, були й «деякі свавільники з Поділля і Запорог». Свіжі сили дали змогу князю Ференцу II Ракоці перейти ріку Тису і розпочати бойові дії на Великій Угорській рівнині. Вже на кінець 1703 року війська князя Ференца II Ракоці оволоділи східною та північно-західною частиною Угорщини, вторглися в Задунав'я і Трансильванію. Антифеодальне селянське повстання, що розпочалося на Закарпатті, відповідно до прагнення князя Ференца II Ракоці, по суті, переросло в національно-визвольну війну проти панування Габсбургів.
Армію куруців постійно поповнювали селяни, особливо масово після того, як наприкінці серпня 1703 року князь Ференц II Ракоці пообіцяв їм звільнення від державних податків й поміщицьких повинностей у разі вступу до її лав. Згодом, завдяки національно-патріотичним відозвам князя, до неї почали приєднуватися й угорські дворяни та мешканці міст, а також представники неугорських національностей країни. У ході війни армія куруців поступово перетворилася на організовану й значну силу і активно протидіяла добре озброєним австрійським військам. Під час своїх найбільших успіхів (у 1706 році) у ній налічувалось понад 100 тис. вояків. Поряд із регулярними військами діяли й загони селян, озброєних косами та вилами. 1705 року московська газета «Ведомости» повідомляла, що «войска его [Ракоці] в 30 тисяч оружных состояться, сверх того у себя имеет сорок тысяч человек с косами».
Закарпатські русини, зокрема, становили основу лейб-гвардії князя. Не випадково у своїх мемуарах «Записки про війну в Угорщині з 1703 року до її закінчення» князь Ференц II Ракоці з великою вдячністю і теплотою згадував русинів-куруців як «найвірніший народ» (лат. «Gens fidelissima»), які, тисячами вступаючи до його загонів, «за руським звичаєм хрестилися». Він писав:
Важливу роль русини відіграли під час облоги й захоплення Мукачівської, Хустської та Ужгородської фортець, які залишилися в тилу армії куруців. В околицях Ужгорода, наприклад, діяли 10 селянських загонів, які за вісім років війни вчинили 35 великих нападів на поміщицькі маєтки та австрійські гарнізони. Зокрема, угорський дворянин Дєрдь Палоці Хорват, котрий перебував разом із півсотнею інших прибічників германського імператора Леопольда I Габсбурга в оточеному з вересня 1703 року повстанцями Ужгородському замку, у своєму щоденнику записав:
Мешканці Ужгорода та його околиць активно допомагали повстанцям: виготовляли зброю, споруджували укріплення, доглядали поранених, приносили їжу і теплий одяг, а також вози соломи, щоб «викурити» із замку оборонців. Оточений австрійський гарнізон Ужгородського замку після піврічної облоги змушений був здатися селянському ватажкові Івану Беці в березні 1704 року, чим завершилося визволення всього Закарпаття. Наступних сім років Ужгород був однією з головних баз повстанців-куруців. Протягом майже всього 1707 року тут перебував князь Ференц II Ракоці.

## Влада Ференца II Ракоці

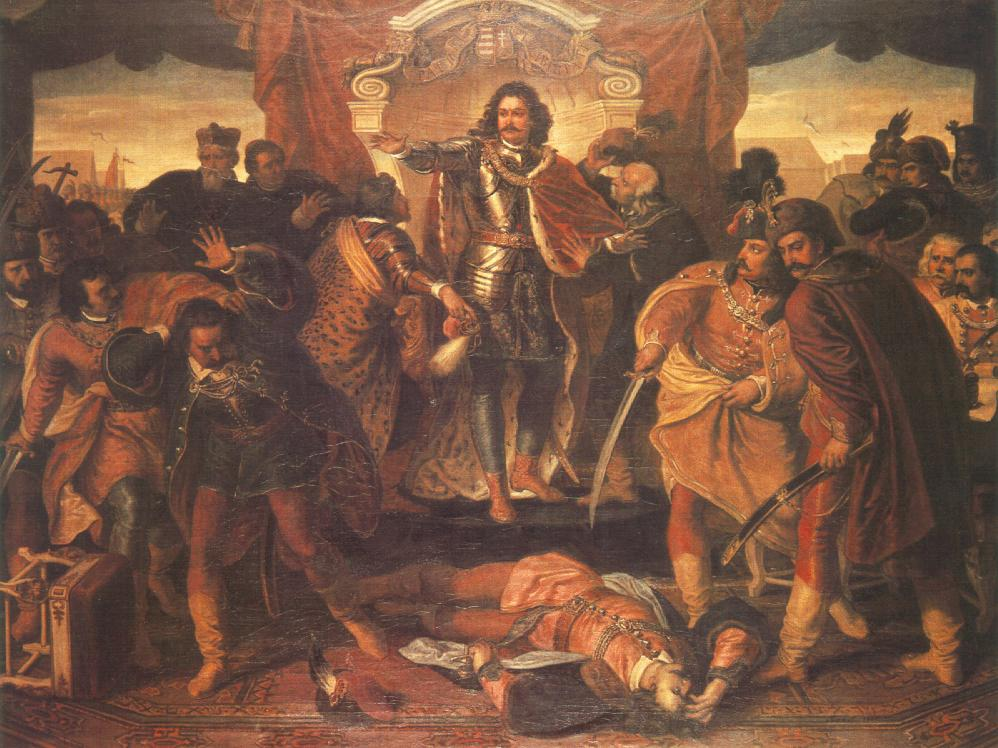
Державні збори в Оноді 1707 року

Військові успіхи князя Ференца II Ракоці зміцнили його позиції та авторитет у країні: 1704 року він був обраний князем Трансильванії, а згодом, у вересні 1705 року, на засіданні державних зборів у місті Сечень (Угорщина) він отримав титул князя-правителя (вождя) Угорського королівства. Щоправда, для обмеження його влади створювався 25-членний сенат, що складався з прелатів, аристократів і дворян.
Ференц II Ракоці, який формально вважався головою конфедерації дворянства, незважаючи на протидію поміщиків, прагнув правити абсолютистськими методами, проявивши при цьому неабиякі організаторські здібності. У його руках зосереджувалося все керівництво армією, питаннями зовнішньої політики та економіки країни. Він приділяв увагу розвиткові торгівлі, забезпеченню рівноправності конфесій і неугорських національностей, які брали участь у війні. Важливі дипломатичні завдання виконувала його канцелярія, а фінансово-економічна рада відповідала за збір податків.
Система податків князя Ференца II Ракоці виявилася новаторською для Центральної Європи, оскільки ставила за мету охопити всі верстви населення й усі види діяльності та ресурси в країні, зокрема й так звані благородні стани. Водночас податки, запроваджені князем Ференцом II Ракоці, були навіть вищі за ті, що привели до розгортання національно-визвольного руху.
Основні командні пости в армії куруців із часом зайняли аристократи, котрі примкнули до руху, зокрема барон Шандор Каролі, який раніше очолював дворянське ополчення. Майже всі селянські ватажки, за винятком Тамаша Есе, що виступили ініціаторами повстання, були усунуті: Івана Бецу, наприклад, було ув'язнено до 1709 року, а А. Кіша, який рішуче вимагав задовольнити соціальні вимоги кріпосних селян і очолив їх рух, навіть стратили. Із соціальних завоювань початкового етапу війни збереглося лише право не платити державних податків. Феодальні побори ж були відновлені, від них звільнялися тільки ті, хто служив в армії. Як змушений був визнати сам князь Ференц II Ракоці, «дворянство з кожним днем все більше встановлювало владу над кріпаками і відбило в них настрій воювати». Вимога повного визволення від кріпосної неволі учасників визвольної війни, яку висунули селяни, була задоволена лише 1708 року з ініціативи князя Ференца II Ракоці, а відповідний закон опублікований аж наступного року.
Разом із тим, незважаючи на всі внутрішні суперечності в угорському таборі, 13 червня 1707 року, у самий розпал війни, на засіданні державних зборів у місті Онод (Угорщина) було прийнято історичне рішення про скинення Габсбургів з угорського престолу.

## Міжнародне становище
У зовнішній політиці князь Ференц II Ракоці розраховував на підтримку іноземних союзників та друзів. Із цією метою, наприклад, на противагу пропаганді Відня розпочав видання латиномовної газети під назвою «Mercurius Veridicus» (лат. «Правдивий Меркурій»), що інформувала зарубіжну громадськість про причини, мету і хід національно-визвольної війни угорського народу. Насамперед князь розрахував на підтримку Франції, яка в той час воювала з Габсбургами за іспанську спадщину й була зацікавлена в розгортанні визвольного руху в тилу свого противника. Але через велику віддаленість Франції від Угорщини допомога французів була малоефективною — повстанці одержали тільки незначні кошти, яких вистачало на платню лише близько 5 тис. солдатів, і в Угорщину виїхала невелика кількість офіцерів та солдатів, а при самому князі Ференці II Ракоці перебував французький військовий радник у чині генерала. Водночас французький король Людовик XIV не наважився укласти союз із Угорщиною та офіційно визнати її незалежність.
Крім заохочення, не отримали нічого також посланці князя, котрі відвідали шведського, прусського і датського королів, вели переговори з польським сеймом, римським папою Климентом XI та турецьким султаном Агмедом III. Ніхто не бажав через угорців мати проблеми з Габсбургами. Лише московським цар Петро I встановив дипломатичні відносини з князем Ференцем II Ракоці. Уряд Москівщини, заручившися згодою Речі Посполитої, навіть висунув кандидатуру князя Ференца II Ракоці на польський престол, який звільнив Август II Фридерик Веттін за Альтранштадським миром 1706 року. Внаслідок московсько-угорських переговорів, що проходили навесні і влітку 1707 року в Сечені та Ужгороді (посольство Д. Корбе), князь Ференц II Ракоці, незважаючи на протидію французької та шведської дипломатій, погодився висунути свою кандидатуру з умовою, що водночас залишиться керівником угорського визвольного руху. Це знайшло відображення в підписаному московським царем Петром I і М. Берчені у Варшаві у вересні 1707 року секретному договорі, який свідчив про союзні відносини між Москівщиною і Угорщиною. Проте цим намірам не судилося збутися й Москівщина в умовах війни зі Швецією та Османською імперією ніяк не підтримала Угорщину, хоча московсько-угорські дипломатичні контакти сприяли певній консолідації внутрішніх сил Угорщини та зростанню її міжнародного авторитету.

## Спад визвольного руху та капітуляція (1707—1711)
Внаслідок звуження соціальної бази й несприятливого міжнародного становища після 1707 року розпочався спад національно-визвольного руху. Невдачі Франції у війні за іспанську спадщину і зайнятість Москівщини призвели до того, що австрійським військам на чолі із Гвідо Бальдуса фон Штаремберга вдалося завдати угорським повстанцям чимало відчутних поразок, зайняти міста Шопрон, Кесег, Сомбатхель, Шарвар, Капувар, створити укріплену лінію з замків (цим зашкодити постійним нападам куруців на Верхню Австрію та Моравію), внаслідок чого війська Ракоці поступово відступили в північно-східну частину країни, а 3 серпня 1708 року армія куруців зазнала остаточної поразки у битві під містом Тренчин (нині місто в Словаччині).
Останній сейм куруців відбувся 17-18 лютого 1711 року в  в селі Шаланки, про що свідчить напис на стіні місцевої реформатської церкви.
Затяжна війна виснажила країну, до господарських негараздів додалася епідемія чуми (або холери). У цій обстановці деякі представники панівного класу Угорщини відкрито переходили на бік Габсбургів, інші шукали компромісного миру. 30 квітня 1711 року головнокомандуючий армії куруців Ш. Каролі, який обійняв цю посаду у зв'язку з виїздом князя Ференца II Ракоці до Галичини для переговорів із московським царем Петром I про допомогу, усвідомивши безнадійність воєнного становища, уклав мирну угоду з головнокомандуючим габсбурзькими військами Яношом Палфі, баном Хорватії, і склав зброю перед австрійцями.
Останнім 24 червня 1711 року здалося Мукачеве, а колишній командуючий Ужгородським гарнізоном повстанців Іван Беца зі своїми соратниками продовжили й боротьбу як опришки (що їх уславлено в закарпатських легендах, переказах і піснях).
За умовами Сатмарського миру 1711 року передбачалася амністія для учасників і керівників повстання, їм було обіцяно повернення конфіскованих володінь, гарантувалася свобода віросповідання, але Угорщина разом із Закарпаттям ставала фактично напівколонією Габсбурзької імперії. Незабаром почалася жорстока розправа над повсталими селянами. Зокрема, у Закарпатті за короткий час було знищено десятки сіл, сплюндровано селянські господарства, зруйновано міста: під час перепису 1715—1720 років в краї було виявлено багато спустілих сіл. Після придушення національно-визвольної війни Габсбурги конфіскували маєтки в тих угорських дворян, які виступали проти Австрії, і передали їх в основному чехам та німцям. Наприклад, граф М. Берчені був позбавлений усіх прав власності, а Ужгородський замок перейшов у власність держави; колишній маєток князя Ференца II Ракоці — Мукачівський замок та його володіння — потрапили 1728 року до рук майнцького архієпископа Франца Шенборна, який подарував його своєму племінникові графу Карлу Шенборну-Бухгейму.

## Намагання князя відновити повстання
Дізнавшися про умови й наслідки Сатмарського миру 1711 року, князь Ференц II Ракоці, за свідченням одного іноземного дипломата, акредитованого при московському дворі, заявив, що такого миру він ніколи не визнає, і залишився вірним своєму слову. Разом із кількома соратниками він відмовився від своїх володінь в Угорщині, воліючи перебувати на чужині. Деякий час він був при дворі московського царя Петра I, який пропонував йому поселитися в Москівщині, потім виїхав у Францію, де прожив до 1717 року.
У зв'язку з початком війни між Туреччиною і Австрією князь Ференц II Ракоці поїхав у Стамбул із наміром на чолі найманого війська з християн вторгнутися в Угорщину. Але поки він доплив до султанської столиці, війна закінчилася, і наступні 18 років аж до своєї смерті (1735) керівник національно-визвольної війни провів у Туреччині фактично на становищі в'язня.

## Джерело
- С. В. Віднянський. Національно-визвольна війна угорського народу 1703—1711 // Енциклопедія історії України / редкол.: В. А. Смолій та ін. ; Інститут історії України НАН України. — К. : Наукова думка, 2004. — Т. 2 : Г — Д. — 518 с. : іл. — ISBN 966-00-0405-2.